# Хорс, Мария
Мария Хорс (греч. Μαρία Χορς, урождённая Панайотопулу, Παναγιωτοπούλου, 25 марта 1921, Пирей — 16 сентября 2015) — греческий хореограф и преподаватель. Видный деятель Олимпийских игр, хореограф церемонии возжигания олимпийского огня (1964—2006), в том числе 19 июня 1980 года для летних Олимпийских игр в Москве. Командор ордена Феникса (2000), награждена почётной медалью города Афин (2002). Кавалер Серебряного Олимпийского ордена МОК за особые заслуги перед олимпийским движением (1997).

## Биография
Родилась 25 марта 1921 года в Пирее. Внучка магната и банкира Анастасиоса Панайотопулоса (Αναστάσιος Παναγιωτόπουλος, 1860—1939), который был с 24 марта 1914 по 30 ноября 1925 год димархом Пирея, города, который в то время был вторым по величине и населению в Греции. Из-за политической нестабильности того времени он неоднократно снимался и восстанавливался в должности. Названа по имени своей бабушки, дочери известного владельца винокурни в Нафплионе, Теодороса Марьелоса (Θεόδωρος Μαργέλος). Дочь Такиса (Панайотиса) Панайотопулоса (Τάκης Παναγιωτόπουλος), который сменил отца и был с 1 декабря 1925 года по 14 декабря 1931 года димархом Пирея. Такис Панайотопулос был известен своими злоупотреблениями с муниципальной казной, был арестован и заключён в тюрьму. Мария Хорс много лет жила на принадлежащей семье вилле («βίλα Παναγιωτόπουλου») в порту Палукия в Саламине.
Училась на факультете археологии Афинского университета.
Одновременно училась в частной Школе танцевального искусства танцовщицы и учительницы танцев Кулы Працика, существующей с 1934 года (с 1973 года — Государственная школа танцевального искусства, Κρατική Σχολή Ορχηστικής Τέχνης, Κ.Σ.Ο.Τ.). В 1936 году школа Кулы Працика взяла на себя организацию первой церемонии возжигания олимпийского огня в древней Олимпии 20 июля 1936 года для летних Олимпийских игр в Берлине. Первой верховной жрицей в истории современных Олимпийских игр стала Кула Працика. Мария Хорс участвовала в церемонии 1936 года как одна из жриц.
Затем посещала танцевальные классы за границей, в частности во Франции, где ей преподавали такие ведущие танцоры, как Харальд Кройцберг, Розалия Хладек, Мэри Вигман, Анна Соколов и другие. В составе школы Кулы Працика принимала участие в серии танцевальных представлений в 1938—1955 годах.
Более сорока лет (1964—2007) преподавала танец, выразительное движение, хореографию и греческий традиционный танец в драматической школе Национального театра Греции. Организовала отделение ритмической гимнастики в лицее гречанок, где преподавала в течение ряда лет. Также преподавала в драматической школе Афинской консерватории, в мастерской «Амфитеатр» и в танцевальной студии Национальной оперы.
В 1958 году по предложению Алексиса Минотиса как хореограф поставила трагедию «Эдип в Колоне» в Национальном театре Греции. С тех пор в течение около 30 лет Мария Хорс поставила в Национальном театре ряд постановок античного, классического и современного репертуара. Поставила около тридцати трагедий Эсхила, Софокла и Еврипида в различных древних театрах, таких как театр в Эпидавре, в Додоне и в городе Филиппы. Кроме того, она поставила хореографию трагедий «Царь Эдип» Софокла и «Медея» Еврипида для фестиваля в итальянском городе Виченца, в знаменитом театре Олимпико, с Алексисом Минотисом в качестве режиссера и Яннисом Царухисом в качестве художника-постановщика. С этими же людьми в качестве партнеров она поставила оперу «Медея» Керубини в Эпидавре. Та же опера была поставлена в Милане, в оперном театре Ла Скала, опять же с Алексисом Минотисом в роли режиссера, Яннисом Царухисом в роли художника-постановщика и Марией Каллас в роли главной героини. Более 120 её хореографий из древних трагедий путешествовали за границу и исполнялись во многих городах Европы, а также в Японии, Китае, Канаде, Америке и России.
Мария Хорс останется видным деятелем в истории Олимпийских игр, так как её имя неразрывно связано с церемонией возжигания олимпийского огня, хореографом которой она была почти пятьдесят лет, с 1964 по 2006 год, внося новые элементы, оживлявшие ритуал. Внесла огромный вклад в распространение олимпийских ценностей в Греции. Международный олимпийский комитет наградил Марию Хорс олимпийским орденом за особые заслуги перед олимпийским движением.
За свой художественный вклад была награждена, среди прочего, командорским крестом ордена Феникса (2000) и медалью города Афин (2002).
Умерла 16 сентября 2015 года в Афинах в возрасте 94 лет. Похоронена на Первом афинском кладбище.